# UHF (serie de televisión)
UHF es una serie cómica ecuatoriana de humor negro, absurdo y sarcástico, que se transmitió por Teleamazonas. Es un spin-off de la serie Solteros Sin Compromiso creada por Xavier Pimentel. Trata sobre un canal de televisión en UHF con pésima programación y personajes muy caricaturescos y exagerados.
Protagonizada por Malena Rigó, Roberto Chávez y Tábata Gálvez, con las participaciones antagónicas de José Luis Resabala y Flor María Palomeque. Cuenta además con las actuaciones estelares de Eduardo Tenorio y la primera actriz Miriam Murillo.

## Sinopsis
La historia se centra en un canal de televisión pequeño y disfuncional con pésima programación y administración, llamado PN3 (Panorama Nacional), que es transmitido por frecuencia UHF y aspira a ser un canal grande. El canal le es heredado a Mariquita Larropi, quien no tiene idea de como administrarlo, pero que cuenta con el apoyo de la subgerente del canal, doña Berenjena. El Licenciado Juan Javier Rosetti es el presentador encargado del noticiero «PN Nacional» y del programa de educación sexual «Contagio Directo». Katiuska Genoveva Quimí Puchi es la encargada del programa «Almuerce con la Vaca» y el reality «La casa del Gran PN Hermano». Uber Tuiter está encargado del espacio consejero «Mamá con Clase». Su programación también cuenta con «Las de Vito», «Así Homos» y «Canela Pura».

## Personajes
- Mariquita Cecilia Adelaida Larropi Cangá: Es la dueña del canal PN3 Televisión, ya que fue heredado por parte de su padre; del cual no tiene la más mínima idea de como administrarlo. Es algo ingenua y enamoradiza.[3]

- Doña Berenjena: Es la subgerente del canal, y la mano derecha de Mariquita, ayudándola en el control del canal.

- Lcdo. Juan Javier Rosetti: Es un presentador de noticias que está a cargo del noticiero "PN Nacional» y del programa de educación sexual «Contagio Directo». Es egoísta, ambicioso, mujeriego y se aprovecha de las mujeres jóvenes que buscan trabajo en el canal. Tiene un amorío con Mariquita Larropi.

- Katiuska Genoveva Quimí Puchi: Es la presentadora de farándula de «Almuerce con la Vaca» y del programa de telerrealidad «La casa del Gran PN Hermano»; es vulgar, de mal gusto y promiscua. Su compañero de trabajo es Uber Tuiter, exnovio de ella. Este personaje también fue parte de la serie Solteros Sin Compromiso.[1]

- Uber Tuiter Francisco de la A: Es un exdelincuente y exnovio de Katiuska. También es presentador del segmento femenino de superación personal «Mamá con Clase». Este personaje también fue parte de la serie Solteros Sin Compromiso.[1]

- Copperton Moreno Negrón: Es un heladero y empleado de Katiuska.

## Elenco
- Tábata Gálvez como Katiuska Genoveva Quimí Puchi[2][1]
- Roberto Chávez como Juan Javier Rosetti Sossoracca / Roberto Chávez
- Malena Rigó como Mariquita Larropi[3]
- Miriam Murillo como Doña Berenjena Toapanta / Ñoconda Toapanta
- José Luis Resabala como Uber Tuiter Gaitán
- Eduardo Tenorio como Copperton Moreno Negrón
- Karen Minda como ella misma
- Xavier Pimentel como el mismo / Dr. Santiago Cárdenas
- Rashid Tanus como el mismo
- Dr. Héctor Vanegas como Jefe de Comité de PN3
- Emerson Morocho como Chico del casting / El Tremebundo Juez
- Moisés Logan Pico como Participante 1 del Gran PN Hermano
- Juan José Jaramillo como Pastor Verborinho
- Alberto Cajamarca como Sebastian Guillén
- Marcelo Gálvez como Nicolás H. Pita
- David Reinoso como el mismo / Tres Patines
- Flor María Palomeque como Rosa Mela Mota